# Pulseras rojas
Polseres vermelles (en castellano: Pulseras rojas) es una serie de televisión catalana que inició sus emisiones en TV3 en 2011. Está creada y escrita por Albert Espinosa, dirigida por Pau Freixas y coproducida por ambos.  Se trata del segundo trabajo conjunto entre Espinosa y Freixas, que ya habían coincidido —como guionista y director, respectivamente— en la película Héroes.
El guion original ―basado en la novela El mundo amarillo (2008), del propio Albert Espinosa― está pensado para cuatro temporadas. Tras el notable éxito de audiencia y crítica de la primera entrega, se renovó para una segunda, que consta de quince episodios.
En cuanto a la distribución de la serie, en octubre de 2011 el Grupo Antena 3 adquirió los derechos de la serie para su emisión, a nivel nacional y doblada al castellano. La intención del grupo de comunicación era programarla en alguno de sus canales temáticos, sin embargo acabó estrenándose en el canal principal el 9 de julio de 2012. Por otra parte, Filmax y Televisió de Catalunya ultimaron su venta del formato a la cadena de televisión estadounidense ABC para producir una adaptación de la serie en Estados Unidos; igualmente se negoció la venta de los derechos a otras televisiones para producirse en Canadá y México. Además, el cineasta Steven Spielberg adquirió los derechos de autor para realizar una versión estadounidense de la serie.
En abril de 2013, el creador y guionista de la serie Albert Espinosa confirmó que tras las buenas audiencias de la segunda temporada en Cataluña, la serie tendrá una tercera temporada cuando los actores sean adultos, por lo que habrá que esperar dos o tres años para que la próxima temporada vea la luz.
La serie es un fenómeno en medio mundo, consiguiendo en México más de 10 millones de espectadores en su emisión en TV Azteca.
Esta serie también se emitió en el canal Telefé de Argentina, alcanzando altísimos promedios de cuota de pantalla, y ganando en su franja horaria. Tanto así que al poco tiempo de su finalización volvió a ser emitida.
En 2016, el director y coproductor de la serie, Pau Freixas, afirmó durante una entrevista para FormulaTV que, aunque "no descartaba" su continuación "porque la vida da muchas vueltas", para él la serie está cerrada y no habrá tercera temporada.

## Historia

### Argumento
El argumento de la serie gira en torno a la historia cotidiana de un grupo de niños y adolescentes catalanes que coinciden en Pediatría de un hospital a causa de sus enfermedades, y habla, siempre con humor y ternura, del valor de la amistad, las ganas de vivir y el afán de superación y el deseo de superar las adversidades. A diferencia de otras series de ficción ambientadas en hospitales, en Polseres vermelles los médicos ceden todo el protagonismo a los pacientes, especialmente a los seis jóvenes protagonistas (cinco chicos y una chica de entre diez y diecisiete años). 
La historia empieza cuando Jordi llega al hospital y entra en la que será su nueva habitación, donde Lleó y su hermana, Gavina, desayunan. Allí se conocen por primera vez y Jordi explica que tiene cáncer de tibia y que deben amputarle una pierna. Lleó muestra su pierna ya amputada. Aquel mismo día, en el gimnasio, Lleó habla con un viejo hombre, Benito, el cual le explica que en todos los grupos existe una lista específica de miembros: El líder, el segundo líder (el cual sería el líder si no existiese ya el líder), el imprescindible (sin el cual el grupo no podría existir), el guapo, el listo y la chica. 
Lleó le propone a Jordi formar este grupo, el cual se llamará "Polseres vermelles" (en español "Pulseras Rojas") debido a la pulsera de este color que se les otorga cuando se operan. Lleó se auto-proclama líder y nombra a Jordi segundo líder. Un rato después conocen a Cristina, una chica de su edad con anorexia que ha ingresado hace poco. Jordi se enamora de ella en cuanto la ve. Lleó le dice a Cristina que esa noche se celebrará una pequeña fiesta de despedida en su habitación, para despedirse de la pierna de Jordi. Cristina considera la posibilidad de ir allí.
Esa noche llega al hospital una ambulancia de la que baja un adolescente de 17 años con múltiples heridas. Ha tenido un accidente de moto. Se llama Toni y padece síndrome de Asperger. Por último llega Ignasi, un bravucón que se hace una fractura en el brazo tras la pelea con un chico en su colegio, donde sufre un ataque al corazón. Aquella noche Cristina acude a la habitación esperando encontrar una fiesta. Lo único que encuentra es a un Jordi melancólico pidiéndole un último baile de dos piernas. Ella se lo da sin miramientos, pone música en su teléfono móvil, se agarran y se abrazan. 
Al día siguiente es la operación de Jordi. Antes de entrar en el quirófano, Jordi recuerda las palabras de Cristina de anoche, quien le dijo que no esperaba obtener una rosa el día de San Jordi. Éste le da una pulsera roja en forma de rosa. Después se va con muchas más fuerzas a que le amputen la pierna. Durante la operación, Jordi entra en un estado de inconsciencia entre la vida y la muerte. Su mente viaja hasta el lugar donde se produjo el accidente en el que Roc, un chiquillo que ya llevaba 2 años en el hospital, pasó a entrar en coma; una enorme piscina donde el niño se tiró desde un trampolín para entrar en el grupo de unos chicos de allí. En la piscina, Jordi habla con Roc durante un rato y oyen cómo, desde la lejanía, los médicos están intentando hacer volver a Jordi. Después de unos chapoteos en la piscina, Jordi se hunde y vuelve a la realidad. Cuando retorna ve que ya no tiene pierna. 
Al salir del quirófano Jordi busca a Roc, y cuando lo encuentra, coloca una pulsera roja en su muñeca, nombrándolo como "el imprescindible". Después de un tiempo, Toni llega a la habitación donde Roc descansa en coma. Por algún hecho sobrenatural, tiene la capacidad de comunicarse con él y sabe lo que dice. Roc le explica que quiere que hable con Lleó y Jordi para ingresar en el grupo de "les Polseres Vermelles". Toni acude a la habitación de los dos pero allí encuentra a la hermana mayor de Lleó, Gavina, y a la madre de Jordi. Por último, Lleó conoce a Ignasi. A primera vista le parece un prepotente malcriado e inmaduro. Pero hasta que no acaban encerrados en el ascensor y hablan, no conoce su interior. Allí dentro lo nombra como "el guapo". Esa noche todo el grupo se reúne a la habitación que comparten Ignasi y Roc. Por último acude allí Toni, quien es proclamado como "el listo".

### Posible tercera temporada
Albert Espinosa, creador de la famosa serie, comentó en una entrevista en 'El matí de Catalunya Ràdio' que la serie tendría una tercera temporada, asegurado que no tiene "ninguna duda" en que la ficción continuará con una nueva tanda de episodios.
No obstante, recalcó que los nuevos episodios tardarán en llegar, indicó dicendo que deberían esperar a que los actores sean adultos y que tendrían que pasar varios años hasta el estreno de una nueva temporada. Antes de dar la noticia, tanto Espinosa como el director de la serie, Pau Freixas, llevaban unas semanas afirmando que no querían "contar lo mismo", en referencia a una posible continuación de la serie con los personajes adolescentes, tras haber propuesto continuar con la historia más allá del hospital infantil para narrar la enfermedad desde una perspectiva adulta, lo que supondría un cambio de rumbo con respecto a los dos temporadas anteriores.

## Reparto

### Personajes principales
- Lleó  (Àlex Monner). El líder. Tiene casi 15 años y está en el hospital desde muy pequeño. Tuvo cáncer de tibia y por eso tiene la pierna derecha amputada, también tiene cáncer de pulmón. Como es el que lleva más tiempo ingresado es el veterano del grupo y siempre le visita su hermana Gavina, que es como su segunda madre, luego de que ésta falleciera. Su padre no se preocupa demasiado por él desde que su esposa ha muerto. Al final de la segunda temporada cumple con una promesa que le hizo a Benito, ya que salió del hospital para cumplir la promesa. Como presiente que va a morir por su diagnóstico, marcha a cumplir la promesa igual que un león en libertad.

- Jordi (Igor Szpakowski). El segundo líder. Llega al hospital a principios de la serie y Comparte habitación con Lleó (Primera Temporada). Tiene 15 años. Tiene cáncer de tibia y le tienen que amputar la pierna derecha. Viene de Andorra.

- Cristina (Joana Vilapuig) La chica. Es la única chica de los "Pulseras". Vive en otra planta, y tiene anorexia. Quién se ocupa de ella es su hermana Carol, que se preocupa por su alimentación.

- Ignasi (Mikel Iglesias) El guapo. Llega al hospital por un desmayo y se queda en el hospital. Al principio no quiere amigos, pero con el tiempo se une a los pulseras. Tiene una enfermedad del corazón. Su padre no lo va a visitar, pero su madrastra Lourdes va cuando puede (es como su madre). También le visita un compañero de clase que le lleva juegos y apuntes del colegio.

- Toni (Marc Balaguer). El listo. Es el más mayor de los Pulseras, con 17 años, pero parece un niño pequeño. Tiene síndrome de Asperger, lo que hace que parezca extraño. Entra al hospital por un accidente de moto. Tiene problemas porque cogió la moto siendo menor de edad y su abuelo está preocupado porque puedan quitarle la custodia. Su padres murieron en un accidente y vive con su abuelo, quién debe afrontar un juicio acerca de la custodia.

- Roc (Nil Cardoner). El imprescindible. Es el más pequeño del grupo, con sólo 10 años. Está en coma desde hace dos años por una caída de un trampolín en una piscina. Su madre siempre va a visitarlo la cual se siente culpable ya que fue ella quien le dijo que lo hiciera  y le habla. Tiene una relación muy especial con Toni, porque puede hablar con él aunque esté en coma.

### Personajes secundarios
- Olga (Alada Vila) Es la compañera de habitación de Cristina en la primera temporada. Padece obesidad. Al principio tiene problemas con Cristina, pero a lo largo del tiempo se desarrollará entre ellas una hermosa gran amistad, llegando a ser algo mas que compañeras de habitación .

- Merche (Llum Barrera). Es la madre de Roc, que después de que su hijo haya pasado dos años en coma sigue con la esperanza de estar con él cada día. Para estar cerca de Roc en el hospital trabaja en el mismo de payasa de hospital.

- Dr. Josep (Andreu Rifé) Es el doctor más próximo a los pulseras, y a quien durante la primera temporada suelen llamar "MIR Josep".

- Víctor (Àlex Maruny): Es el novio de Cristina. Se conocieron en Toulouse, cuando ella fue a estudiar danza, y compartieron piso.

- Dani (Noah Manni): Tiene 12 años y una enfermedad que no le deja crecer. En el hospital le hacen un tratamiento para alargarle los huesos que él soporta con mucha valentía. Es un gran fan de los Pulseras. Cuando Lleó abandona el hospital, entrega su pulsera a Dani con la promesa de que la cuide y forme un grupo.

- Lucas (Abel Rodríguez): Tiene 11 años y una enfermedad que se conoce como "huesos de cristal", que hace que estos se rompan con mucha facilidad. Es un gran admirador de Jordi, a quién considera el verdadero líder de los Pulseras.

- Mariana (Paula Vélez): Tiene 10 años y trastornos respiratorios que le obligan a ir siempre con una máscara de oxígeno.

- Benito (Andreu Benito): Es el "padre de hospital" de Lleó, y lleva, como él, una larga temporada en el hospital. Él es quien le da la idea de crear el grupo y le indica los roles que han de tener los miembros. En la segunda temporada, decide que Lleó sea su tutor legal. Es un hombre grande y sabio.

- Nuno (Jaume Borràs): Es el compañero de habitación del Señor Benito. Con Benito compartirán aventuras e historias y ayudará a los chicos a formar una canción en dedicatoria a Roc.

- Dra. Marcos (Caterina Alorda) Es la doctora que trata de la anorexia a Cris.

- Kike (Albert Prat) Es el hermano de Rym. Está muy preocupado por la enfermedad de su hermana.

- Roger (Marcel Borràs) Es un compañero de Lleó del hospital. Inicialmente se llevan muy mal, pero después se conocen mejor, y se hacen amigos. Su enfermedad le tiene las dos piernas paralizadas. En la segunda temporada se le paraliza también el brazo izquierdo. Ayuda a Lleó con el pago de su pierna y después con el deseo de Benito de ser incinerado.

- Lourdes(Eva de Luis): Interpreta a la "madre" de Ignasi, está casada con el padre de este. Es la mujer que siempre acompaña a Ignasi, ya que su padre está ligado con los asuntos del trabajo. Es una mujer sensible, fuerte y transparente. Tiene una bebé en la segunda temporada.

- Padre de Ignasi (Armand Villén): Interpreta al padre de Ignasi, no tienen mucha química, ya que vive trabajando.

- Doctora Andrade (Marta Angelat): Es la doctora de Pediatría, conoce a Lleó desde que es un niño y fue la primera en atender a Benito.

- Juanma (Juan Manuel Falcón): Interpreta a un auxiliar de enfermería que siempre lleva los auriculares puestos, pues siempre va escuchando música. Es el que lleva a Lleó a ver qué pierna ortopédica quiere. Siempre transporta a Lleó a lugares importantes del hospital.

- Mercero: Es un celador que ayuda a transportar a los pacientes. Ayuda a pintar la camioneta de Benito. Se convierte en un gran amigo de Lleó. Tiene 7 hijos, y según él siempre va a encontrar a Lleó gracias a sus "horas de práctica jugando al escondie".

- Señora Herminia (Minnie Marx): Interpreta a la Sra. Hermínia, la cual tiene de todo en su habitación del hospital. Siempre acepta trueques y ventas. También juega al póker.

- Madre de Jordi (Duna Jové): Interpreta a la madre de Jordi, uno de los protagonistas. Su relación con el padre de Jordi, cambia totalmente, su marido no tiene mucho tiempo para su familia, está a todas horas trabajando, y cuando Jordi ingresa en el hospital, tampoco puede ir muy a menudo, a causa del trabajo, por lo que la relación entre él y su esposa acaba con una separación.

- Padre de Jordi (Christian Guiriguet): Interpreta al padre de Jordi, vive con mucho trabajo, para que su familia tenga lo mejor.

- Dr. Abel (Ignasi Guasch Martínez): Interpreta al Dr. Abel cuando le explica a Rym (Laia Costa) el riesgo de la operación.

- El abuelo de Toni (Quimet Pla): Interpreta al abuelo de Toni. Es su tutor legal (porque los padres de Toni fallecieron en un accidente de circulación) pero como le dejó la moto con la que Toni tuvo el accidente que lo llevó al hospital, siendo este menor de edad y sin tener carnet de conducir, ahora se enfrenta a la posibilidad de perder la custodia de su nieto. (Se la concedieron )

- Bruno (Ferran Rull): Interpreta en algunos de los capítulos al compañero de habitación de Toni. Espera la donación de un riñón y que se le someta a pruebas de compatibilidad, y Toni dice de él que es un "vampiro".

- Rodri (Ian Güell): Interpreta al compañero de Colegio de Ignasi. Rodri siempre fue maltratado por Ignasi en el colegio, hasta que Ignasi se da cuenta de que hay una persona muy especial en él, le lleva regalos, apuntes del colegio. Finalmente Ignasi comprende que es el único que va a visitarlo y se preocupa por él, y se hacen amigos.

- Gavina (Bruna Cusí): Interpreta a la hermana de Lleó. Siempre lo acompaña y le da consejos. Es una "madre", una compañera de vida de Lleó, desde que la madre de ambos falleció.

- Rym (Laia Costa): Tiene cáncer de pecho, y es la compañera de habitación de Lleó en la segunda temporada. Al principio no se llevan bien pero con el tiempo se hacen grandes amigos y entablan una relación.

- Carol (Anna Gonzalvo): Interpreta a la hermana de Cristina. Siempre la lleva al hospital cuando sufre una recaída. Desconfía mucho de Cristina, pero en cualquier caso, es una excelente hermana.

- Doctor Alfredo (Fermí Reixach): Interpreta a un doctor.

- Eva (Elia Solé): Interpreta a la compañera de habitación de Cristina en la segunda temporada. Es bipolar. Eva se encargará de "ayudar" a Cristina a meterse en problemas. Aunque también ayuda a Cris a escapar del hospital y encontrarse con los demás Pulseras.

- Álex "Ángel" (Mireia Vilapuig): Interpreta a una niña que llega al Hospital por una leve quemadura, y ayudará a Los Pulseras para que se mantengan unidos. Tiene un corto romance con Toni y al final ella le dice que se dejará encontrar por él.

- Doctor Montcada (Albert Pérez): Interpreta al médico que siempre acompaña al Doctor Josep, da los resultados de los estudios que se hacen los pacientes del Hospital.

- Enfermera Esther (Montserrat Miralles): Interpreta a la enfermera que trata de "Rey León" a Lleó, está constantemente ayudando a los pacientes.

- Enfermera Laura (Laura Yuste): Interpreta a la enfermera Laura, casi siempre está con la Enfermera Esther ayudándola a mantener el cuidado de los pacientes.

- Enfermera de Anorexia (Elena Vilaplana): Interpreta a la enfermera que siempre mantiene el cuidado de las pacientes con Trastornos de la conducta alimentaria. Se encarga de que coman. Siempre le da comida a Cristina, para su tratamiento.

- Radióloga y la que hace los TAC (Ana Ycobalzeta): Interpreta a la enfermera que se encarga de hacer las radiologías y las TAC. Se lleva muy bien con Lleó. Lleó dice que a la enfermera le gusta él.

- Enfermera de TAC (Karme Málaga): Interpreta a la enfermera de TAC, la que da la bebida para los contrastes.

- Anestesista (Xavi Saiz): Interpreta al médico anestesiólogo.

- Encargado de Ortopedia (Marc Brualla): Se encarga de mostrar a los pacientes las piernas ortopédicas.

- Chico con cáncer (Daniel Gutiérrez): No es actor, pero participó en la serie.

- Amigo de Jordi (Quim Ávila Conde): Interpreta al amigo de Jordi y compañero en el taller en el que ambos trabajan, en la segunda temporada.

- Preso (Andrés Herrera) : Es un preso que visita el hospital por un cáncer, y aprovecha un momento para organizar un plan para fugarse.

- Joan (Joan Sorríbes) : Es un chico con Síndrome de Down que aparece en la segunda temporada y tiene leucemia. Comparte habitación con Rym.

## Equipo técnico
La directora de casting de la serie, Consol Tura, y el director, Pau Freixas, ya habían trabajado juntos en la película Héroes. Para componer el reparto de Polseres vermelles volvieron a confiar en el elenco infantil de dicha película, con Àlex Monner y Marc Balaguer entre los protagonistas y Ferran Rull y Mireia Vilapuig en roles secundarios. Incluso Joana Vilapuig, una de los seis protagonistas principales de la serie, hacía una breve aparición como extra en Héroes.

### Producción
Tras el acuerdo entre TV3 (Televisió de Catalunya) y la distribuidora Filmax Entertainment, el rodaje de la 1.ª temporada de la serie comenzó en julio de 2010 en diversas localizaciones de la provincia de Barcelona. Luego del éxito, firmaron para una nueva temporada. El rodaje para la segunda temporada comenzó en julio de 2012.

#### Banda sonora
La banda sonora juega un papel crucial en Pulseras rojas. Ha sido creada para la serie por Arnau Bataller, aunque en ocasiones sonarán otros temas como El teu tresor de Lluís Cartes, Llença’t de Lax'n'Busto, Puc ser jo y A fora de Whiskin’s, Portavions y Dins aquest iglú de Antònia Font; Por de Els Pets y Caic de Gerard Quintana.

## Episodios y audiencias
La segunda temporada, que obtuvo récord histórico en su estreno en TV3 (842.000 espectadores y un 25% de share), ha seguido una tendencia a la baja que, sin embargo, ha mejorado notablemente la de la primera temporada, la cual obtuvo una media de 514.000 espectadores y un 16,1% de share (frente a 664.000 espectadores y un 20,6% de share de la segunda).
Las siguientes columnas de audiencia corresponden a la emisión de la serie en el ámbito español, retransmitida por el canal Antena 3.
| Temporada | Temporada | Episodios | Estreno            | Final                    | Audiencia media | Audiencia media | Audiencia media |
| Temporada | Temporada | Episodios | Estreno            | Final                    | Espectadores    | Cuota           |                 |
| --------- | --------- | --------- | ------------------ | ------------------------ | --------------- | --------------- | --------------- |
|           | 1         | 13        | 9 de julio de 2012 | 17 de septiembre de 2012 | 2 384 000       | 15,5%           |                 |
|           | 2         | 15        | 8 de julio de 2013 | 12 de agosto de 2013     | 1 385 000       | 10,9%           |                 |

### Temporada 1: 2012
Jordi es un enfermo de cáncer que vive en Andorra que se desplaza hacía un hospital de Barcelona para una amputación de su pierna. En la clínica conocerá a Lleó, su compañero de habitación, que también está enfermo de cáncer, y que le propondrá crear un grupo de amigos en el hospital. Siguiendo las recomendaciones de Benito, un paciente mayor del hospital, el grupo deberá estar formado por «un líder, un segundo líder, el imprescindible, el guapo, el listo y la chica». Lleó y Jordi ocupan los roles de líder y segundo líder respectivamente. Cristina, una paciente con problemas de alimentación será la chica. Las otras posiciones las ocupan Ignasi, un paciente con problemas de corazón, que será el guapo. Toni, un chico con el síndrome de Asperger que ingresa a causa de un accidente de moto, será el listo. Roc, que está en coma, será el imprescindible. Una vez el grupo está formado ayudarán mutuamente a hacer más fáciles los tratamientos de cada uno. Al final de la temporada se separan ya que se recuperan.
| N.º (serie) | N.º (temp.) | Título                                                                  | Fecha de emisión         | Audiencia         |
| ----------- | ----------- | ----------------------------------------------------------------------- | ------------------------ | ----------------- |
| 1           | 1           | «Todos los grupos tienen seis tipos de personas»                        | 9 de julio de 2012       | 3.031.000 (17,8%) |
| 2           | 2           | «Las pérdidas pueden ser ganancias y las ganancias pueden ser pérdidas» | 9 de julio de 2012       | 3.132.000 (20,7%) |
| 3           | 3           | «Debes detenerte y mirar a tu alrededor para saber dónde quieres ir»    | 16 de julio de 2012      | 2.716.000 (17,5%) |
| 4           | 4           | «Noches de lluvia en el hospital»                                       | 16 de julio de 2012      | 2.809.000 (19,9%) |
| 5           | 5           | «La decisión correcta»                                                  | 23 de julio de 2012      | 2.507.000 (16,1%) |
| 6           | 6           | «Tarde de domingo»                                                      | 30 de julio de 2012      | 2.425.000 (15,9%) |
| 7           | 7           | «Noche de San Juan»                                                     | 6 de agosto de 2012      | 2.091.000 (14,2%) |
| 8           | 8           | «Pérdidas y ganancias»                                                  | 13 de agosto de 2012     | 1.835.000 (14,0%) |
| 9           | 9           | «La búsqueda del sueño»                                                 | 20 de agosto de 2012     | 1.945.000 (14,2%) |
| 10          | 10          | «Dividir la vida para que se multiplique»                               | 27 de agosto de 2012     | 2.043.000 (13,7%) |
| 11          | 11          | «Grandes problemas y pequeños problemas»                                | 3 de septiembre de 2012  | 2.550.000 (14,9%) |
| 12          | 12          | «¿Hay un ángel en el hospital?»                                         | 10 de septiembre de 2012 | 1.839.000 (10,5%) |
| 13          | 13          | «El fin»                                                                | 1 de octubre de 2012     | 2.067.000 (11,7%) |

### Temporada 2: 2013
Han pasado dos años desde el final de la primera y los protagonistas ya no son los niños que se enfrentaban a las enfermedades sin saber qué significarían en su vida. Ahora ya lo saben. Son adolescentes, más sabios, más veteranos por todo lo que han vivido: el miedo, la rutina, los años, el cansancio, el deseo de ponerse bien... Y también el amor y el sexo, importantes en esta edad, pero condicionado por sus circunstancias particulares. La segunda temporada arranca con el grupo separado. Pero todo lo que compartieron, aquella relación tan intensa que los unía, su fuerza, continúa vivo en el hospital. Y todo esto hará que los «pulseras» que conocimos en la primera temporada luchen para recuperar la fuerza que los mantenía unidos.
| N.º (serie) | N.º (temp.) | Título                 | Fecha de emisión     | Audiencia         |
| ----------- | ----------- | ---------------------- | -------------------- | ----------------- |
| 14          | 1           | «Abandonado»           | 8 de julio de 2013   | 1.687.000 (10,3%) |
| 15          | 2           | «Egoísmo»              | 8 de julio de 2013   | 1.782.000 (12,2%) |
| 16          | 3           | «Reencuentro»          | 15 de julio de 2013  | 1.557.000 (9,6%)  |
| 17          | 4           | «Compromisos»          | 15 de julio de 2013  | 1.691.000 (12,0%) |
| 18          | 5           | «Recuerdos»            | 22 de julio de 2013  | 1.239.000 (8,0%)  |
| 19          | 6           | «Cápsula de vida VI»   | 22 de julio de 2013  | 1.373.000 (9,8%)  |
| 20          | 7           | «Cápsula de vida VII»  | 29 de julio de 2013  | 1.400.000 (9,1%)  |
| 21          | 8           | «Cápsula de vida VIII» | 29 de julio de 2013  | 1.393.000 (10,6%) |
| 22          | 9           | «Cápsula de vida IX»   | 29 de julio de 2013  | 1.246.000 (14,6%) |
| 23          | 10          | «Cápsula de vida X»    | 5 de agosto de 2013  | 1.409.000 (9,9%)  |
| 24          | 11          | «Cápsula de vida XI»   | 5 de agosto de 2013  | 1.336.000 (10,8%) |
| 25          | 12          | «Cápsula de vida XII»  | 5 de agosto de 2013  | 1.226.000 (14,3%) |
| 26          | 13          | «Cápsula de vida XIII» | 12 de agosto de 2013 | 1.203.000 (8,7%)  |
| 27          | 14          | «Cápsula de vida XIV»  | 12 de agosto de 2013 | 1.186.000 (10,0%) |
| 28          | 15          | «Cápsula de vida XV»   | 12 de agosto de 2013 | 1.049.000 (13,4%) |

## Emisión y adaptaciones en otros países
La serie comenzó a emitir el 5 de diciembre de 2011 a través del canal de pago TNT en versión dual en catalán y castellano doblada por los mismos actores. En el verano de 2012 la ficción se emitió en la cadena nacional española Antena 3, también en castellano pero con una versión doblada por otros profesionales del doblaje. Fuera de España las emisoras que estrenaron este drama médico son los Canales: TV Azteca, YLE TV2, VOD, Número 23, Telefe  y otras que todavía no se han pronunciado de Italia y Corea del Sur.
En América, Estados Unidos trasmitirá la serie tanto en versión original como en una nueva versión en inglés que llevará el título de Red Band Society. La serie con lenguaje original se emitirá en el canal estadounidense VMe y en castellano en Puerto Rico. La adaptación corre a cargo de la compañía ABC y estará producida por Steven Spielberg y Marta Kauffman. Seguidamente, la primera adaptación internacional será la producida en Italia por la RAI y que llevará como título Braccialetti rossi. También podría haber una versión adaptada por parte de una televisión australiana. En total, el serial médico juvenil de TV3, ha sido vendido a trece cadenas de televisión. En Argentina, el canal Telefé compró el formato para transmitir la serie. La primera temporada se estrenó el 18 de septiembre de 2013 a las 16:30 por la misma, en el espacio de Historias de corazón, su primera emisión generó tanta expectativa y una gran repercusión en las redes sociales que fue Trending Topic a nivel nacional duranto dos días, con el Hashtag #PulserasRojas. Se consagró como el tercer programa más visto de la Televisión Argentina llegando a medir picos de 14,8 puntos de rating, en ese día. La segunda temporada se estrenó el 30 de octubre de 2013, durante el horario de la tarde en el programa Historias de Corazón, logrando liderar nuevamente la franja horaria. 
En Italia se hizo una adaptación con el título Braccialetti Rossi, emitido por el canal público Rai 1.
Chile también realizó su versión local y es transmitida por Televisión Nacional de Chile y TV Chile.
En Perú ya inició la producción de la versión peruana de la serie llevando el mismo nombre bajo la producción Del Barrio Producciones para América Televisión.
En Alemania también se ha llevado a cabo una adaptación bajo el título Club der roten Bänder, comenzándose a emitir en el canal VOX desde el 9 de noviembre de 2015. En 2019 salió una película de cinema bajo el título Club der roten Bänder – Wie alles begann que es una precuela a la serie.

## Recepción del público
En febrero de 2013 se comenzaron a medir las audiencias sociales vía Twitter por la página web tuitele.tv, el 8 de julio de 2013 los dos primeros capítulos de la temporada obtuvieron un 56% de la audiencia social.
El 15 de julio de 2013, una semana después los capítulos 3 y 4 se convirtieron en la tercera oferta televisiva con más audiencia social con un 88,33% de la audiencia social convirtiéndose en la primera oferta televisiva de Antena 3 en lograr tanto, a nivel nacional solo queda por detrás de La voz y la clasificación del Mundial de Brasil 2014 con un 96,87% y 94,95% respectivamente.
El 12 de agosto de 2013 en su final de temporada volvió a batir su propio récord logrando una audiencia social media de 95,17% superando así a la clasificación del Mundial de Brasil 2014 con más de 130 mil comentarios logrando así la segunda oferta televisiva más comentada en España.
En Argentina, su primera emisión generó una gran expectativa y repercusión en las redes sociales siendo Trending Topic a nivel nacional durando dos días, con el hashtag #PulserasRojas. Se consagró como el tercer programa más visto de la Televisión Argentina llegando a medir picos de 14,8 puntos de rating, en ese día. En Argentina, hablando de audiencia social, Pulseras rojas lleva un promedio hasta el momento de un 23,5% de share de la cuota en pantalla.[cita requerida]